# Larry McKeon
Larry McKeon (30 tháng 6 năm 1944 – 13 tháng 5 năm 2008) là một chính khách người Mỹ từng là thành viên của Hạ viện Illinois từ Chicago. Phục vụ từ tháng 1 năm 1997 đến tháng 1 năm 2007, ông là thành viên đồng tính công khai đầu tiên của Đại hội đồng Illinois và cũng bị nhiễm HIV.
McKeon qua đời ở tuổi 63 tại Springfield, Illinois, sau khi bị đột quỵ. Sau khi ông qua đời, nhiều nhân vật chính trị đã đưa ra những tuyên bố ca ngợi cuộc đời và thành tựu của ông, bao gồm Thượng nghị sĩ Hoa Kỳ Barack Obama, Thống đốc Illinois Rod Blagojevich và Howard Dean, Chủ tịch Ủy ban Quốc gia Dân chủ.
Ông có bằng cấp của Đại học bang California tại Los Angeles và hoàn thành một số công việc tiến sĩ tại Đại học Chicago. Một cựu chiến binh của Quân đội Hoa Kỳ, McKeon đã từng là một trung úy của Sở Cảnh sát Hạt Los Angeles trước khi chuyển đến Chicago.
McKeon được bầu vào Hạ viện năm 1996 từ một quận ở Chicago sau đó được đánh số thứ 34 và tuyên thệ vào tháng 1 năm sau. Ông phục vụ trong các ủy ban về Lao động, Lão hóa và một số đối tượng khác. Trong quá trình tái phân bổ năm 2002, quận của ông đã trở thành quận 13.
McKeon được giới thiệu vào Đại sảnh vinh danh Chicago Gay and Lesbian năm 1997.
Vào tháng 7 năm 2006, ông tuyên bố ý định rút lui khỏi cơ quan lập pháp vào cuối nhiệm kỳ vào tháng 1 năm 2007. Vì ông đã giành chiến thắng trong cuộc bầu cử sơ bộ Dân chủ tháng 3 năm 2006 mà không gặp phải sự phản đối và do đó đã trở thành ứng cử viên của đảng để tái tranh cử, nó đã thất bại đến năm ủy viên phường Dân chủ trong quận của ông để chọn một ứng cử viên thay thế, người sẽ tranh cử mà không có đối thủ của đảng Cộng hòa trong cuộc tổng tuyển cử tháng 11 năm 2006.  Họ đã chọn Greg Harris đồng tính công khai (và công khai dương tính với HIV).
Nhiều chiến dịch của McKeon đã giành được sự ủng hộ của Quỹ Chiến thắng Gay & Lesbian.
Năm 1991, bạn đời lâu năm của ông, Ray Korzinski, được chẩn đoán bị AIDS, chết chỉ 12 tuần sau đó.